# Фернандес де Веласко-и-Бенавидес, Бернардино

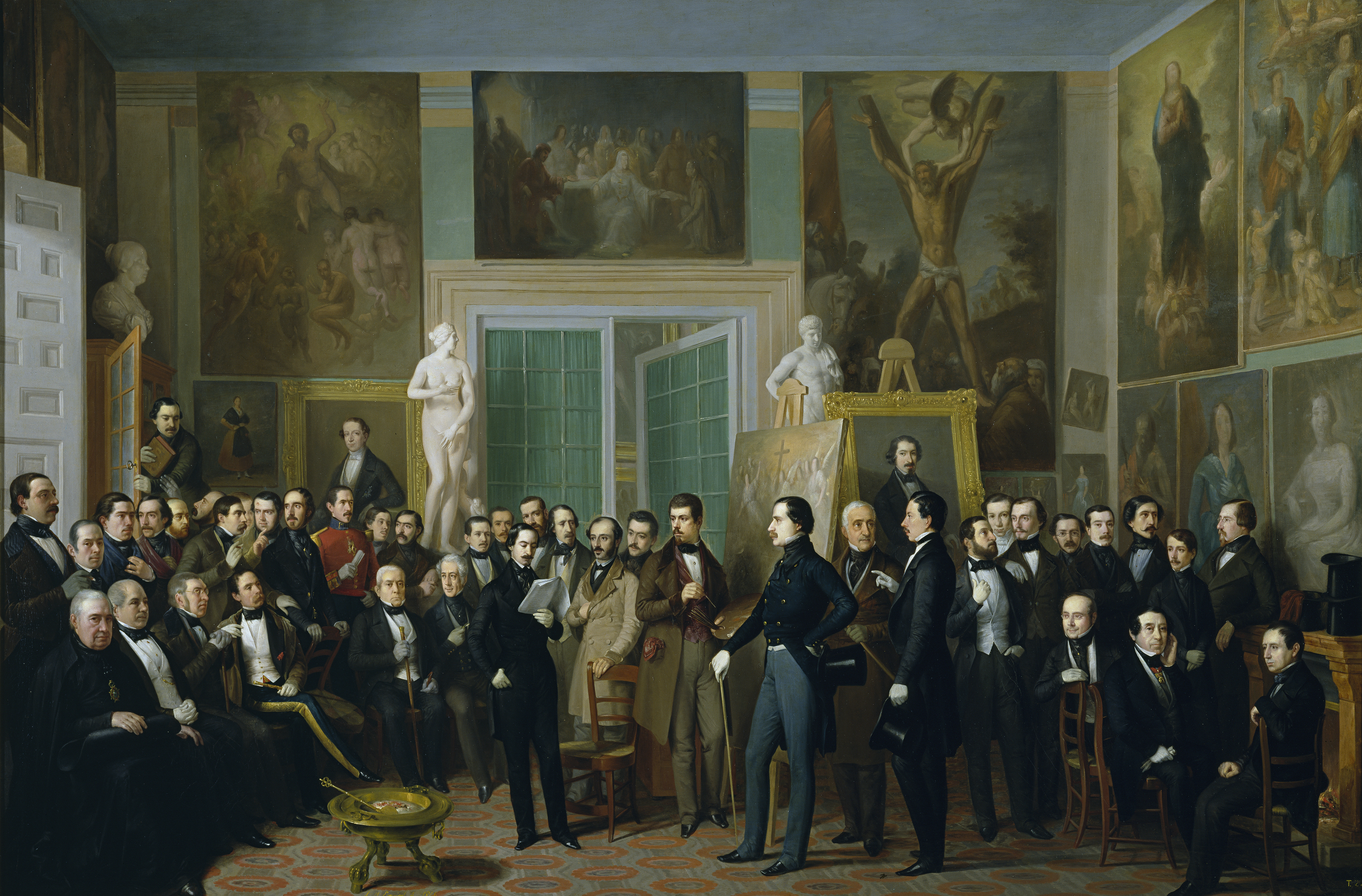
Бернардино Фернандес де Веласко, изображенный в «Современных поэтах» Антонио Марии Эскивеля, 1846 год — Музей Прадо, Мадрид

Бернардино Фернандес де Веласко Энрикес де Гусман-и-Лопес Пачеко (исп. Bernardino Fernández de Velasco Enríquez de Guzmán y López Pacheco; 20 июля 1783, Мадрид — 28 мая 1851, там же) — испанский аристократ, политик, военный, дипломат и поэт, 14-й герцог де Фриас, 9-й герцог де Уседа и 14-й герцог де Эскалона (1811—1851), сенатор от провинции Леон.

## Биография
Родился 20 июля 1783 года в Мадриде. Единственный сын хосефиноса Диего Фернандеса де Веласко, 13-го герцога де Фриас (1754—1811), умершего во Франции в 1811 году, и его жены Франсиски де Паула де Бенавидес де Кордовы (1763—1827).
Он поступил в валлонскую армию около 1796 года, когда ему было всего тринадцать лет. В 1802 году в возрасте 19 лет он получил чин лейтенанта. Отправленный в 1808 году в Португалию с французской армией, он, по-видимому, дезертировал, чтобы присоединиться к испанскому сопротивлению во время Войны за независимость, в отличие от своего отца, который участвовал в комиссии по составлению Байоннской конституции.
По возвращении короля Фердинанда VII, в 1814 году и уже в чине полковника, он рекомендовал ему присягнуть Конституции 1812 года и игнорировать абсолютистов, когда был обнародован Манифест де лос Персас.
Он вернулся в 1820 году к активной политической жизни с либеральным трехлетием. Он участвовал в умеренной группе Anilleros и был послом в Лондоне и государственным советником. С восстановлением абсолютизма в 1823 году ему пришлось отправиться в изгнание в Монпелье, пока он не вернулся в Испанию в 1828 году. Он был членом сословия Просерес в кортесах с 1834 по 1836 год.
Премьер-министр Франсиско Мартинес де ла Роса отправил его в Париж, чтобы заручиться поддержкой Франции во время Первой карлистской войны, вмешавшись в переговоры о подписании Четверного союза и отправке Иностранного легиона.
В 1838 году он был избран сенатором от Леона. 6 сентября того же года он был назначен председателем Совета министров вместо Нарцисо Эредиа, графа де Офалия. Он безуспешно пытался вести переговоры с абсолютистскими державами на севере (Австрия, Пруссия и Россия), чтобы заставить их отказаться от поддержки карлистов, которые действовали в пользу дона Карлоса Марии Исидро — брата Фердинанда VII.
Во внутренней политике его попытки примирения сразу же столкнулись с интересами различных политических фракций и армии. Он был подавлен борьбой за власть между Нарваэсом и Бальдомеро Эспартеро. Хотя ему удалось подавить восстание Луиса Фернандеса де Кордовы в Севилье, он не смог противостоять оппозиции в кортесах и был вынужден уйти в отставку 8 декабря 1838 года.
В 1845 году вернулся к политической деятельности в качестве пожизненного сенатора, хотя всё своё время посвящал литературе, вступив в 1847 году в Королевскую испанскую академию. Как лирический поэт средней важности, он пошёл по стопам Хуана Никасио Гальего, с которым он объединяла тесная дружба. Академия опубликовала его «Поэтические произведения» в 1857 году с прологом герцога Риваса и биографическим и критическим исследованием Мариано Рока де Тогореса.

## Браки и дети
Бернардино Фернандес де Веласко был трижды женат. 24 августа 1802 года в Мадриде его первой женой стала Мария Анна Тереза де Сильва-и-Вальдштейн (умерла 17 января 1805), дочь Хосе Хоакина де Сильвы Базана-и-Сармьенто, маркиза де Санта-Крус и Марии-Анны фон Вальдштейн-Вартенберг. Первый брак был бездетным.
2 августа 1811 года в Аликанте вторым браком он женился на Марии де ла Пьедад Рока де Тогорес-и-Валькарсель (18 мая 1787 — 17 января 1830), дочери Хуана Рока де Тогореса-и-Эскорсия, 1-го графа де Пиноэрмомо, и Марии Антонии де ла Портерии де Валькарсель-и-Пио де Савойя. У супругов была одна дочь:
- Бернардина Мария де ла Виситасион Фернандес де Веласко Пачеко-и-Рока де Тогорес, 10-я герцогиня де Уседа (13 сентября 1815 — 5 сентября 1869), жена Тирсо Марии Тельес-Хирона-и-Фернандес де Сантильяна (1817—1871)

В 1838 году его третьей супругой стала Анна Хаспе-и-Масиас (? — 1863), от брака с которой у него было двое детей:
- Анна Валентина Фернандес де Веласко (1833 — 15 мая 1852), 11-я графиня де Пеньяранда-де-Бракамонте, 21-я графиня де Луна;
- Хосе Мария Бернардино Сильверио Фернандес де Веласко-и-Хаспе, 15-й герцог де Фриас (20 июня 1836 — 20 августа 1888)

## Титулы, награды и должности

### Титулы
- 14-й герцог де Фриас
- 9-й герцог де Уседа
- 14-й герцог де Эскалона
- 14-й маркиз де Вильена
- 18-й граф де Альба-де-Листе
- 18-й граф де Аро
- 13-й граф де Салазар
- 9-й граф де Пинто
- 10-й граф де Пеньяранда-де-Бракамонте
- 20-й граф де Луна
- 17-й граф де Фуэнсалида
- 10-й граф де Кольменар
- 16-й граф де Оропеса
- 15-й граф де Алькаудете
- 19-й граф де Делейтоса
- 11-й маркиз де Фромиста
- 9-й маркиз де Карасена
- 14-й маркиз де Берланга
- 8-й маркиз де Тораль
- 8-й маркиз дель Фресно
- 12-й маркиз де Фречилья и Вильяррамьель
- 14-й маркиз де Харандилья
- 11-й маркиз де Вильяр-де-Граханехос
- гранд Испании 1-го класса.

## Награды

### Королевство Испания
- Кавалер Ордена Золотого руна (12 декабря 1835)
- Кавалер Ордена Алькантара
- Кавалер Большого креста Ордена Карлоса III (26 января 1822)
- Кавалер Ордена Святого Фердинанда
- Крест отличия битвы при Талавера-де-ла-Рейна

### Иностранный
- Кавалер Большого креста ордена Леопольда (Бельгия) (30 марта 1835)
- Кавалер Большого креста французского ордена Почетного легиона (1835)
- Кавалер Большого креста ордена Спасителя (Греции)
- Кавалер Ордена Лилии (Франция)

## Должности
- 1845—1846: пожизненный сенатор
- 6 сентября — 8 декабря 1838: председатель Совета министров
- 6 сентября — 8 декабря 1838: государственный министр
- 1838: сенатор Королевства от провинции Леон
- 1834—1836: Герой Королевства
- 1820—1823: Посол Испании в Великобритании
- 28 марта 1809 года: полковник Полка Павия
- 1808: подполковник полка Альманса
- 1804: капитан королевских драгун